# Isaiah Morgan
Isaiah Morgan (* 7. April 1897 in Bertrandville, Louisiana; † 11. Mai 1966) war ein US-amerikanischer Kornettist und Bandleader des Hot Jazz.

## Leben und Wirken
Isaiah Morgan stammte aus einer musikalischen Familie in New Orleans. Seine Brüder waren gleichfalls als Musiker aktiv (Sam Morgan als Trompeter, Andrew als Klarinettist, Al Morgan als Kontrabassist und Tubist). 1922 gründete er die Young Morgan Band, aus der dann die Sam Morgan's Jazz Band hervorging, geleitet von seinem Bruder Sam mit Andrew Morgan an den Holzblasinstrumenten. Aufnahmen entstanden 1927 für Columbia Records in einer Session in Werlein's Music Store. Nach Sam Morgans Schlaganfall 1932 übernahm Isaiah die Band, die bis in die 1950er Jahre am Golf von Mexiko um Biloxi auftrat. 1955 entstand das Livealbum Dance Hall Days, Vol. 1; im folgenden Jahr zog er sich aus dem Musikgeschäft zurück.

## Diskographische Hinweise
- Isaiah Morgan / Kid Thomas: Dance Hall Days, Vol. 1 (American Music Records)